# Chiroubles (Rhône)
Pour l’article homonyme, voir Chiroubles (AOC).
Chiroubles est une commune française située dans le département du Rhône, en région Auvergne-Rhône-Alpes. Elle a donné son nom à un vin AOC, le chiroubles.

## Géographie
Chiroubles est située dans le Nord du Beaujolais, à 11 km de Beaujeu et à 13 km de Belleville.

### Voies de communication et transports

#### Desserte routière
Traversée principalement par les départementales 86 et 119, la commune se trouve à 7 km de la départementale 306 et à 14 km de l'échangeur n°30 à Belleville de l'A 6.

#### Transports routiers
Chiroubles est desservie par les lignes fréquence n° 312 et 357A des cars du Rhône, ainsi que par un service de transport à la demande du même transporteur.

#### Transports ferroviaires
Les gares ferroviaires les plus proches sont celles de Romanèche-Thorins et de Belleville-sur-Saône, situées sur la ligne de Paris-Lyon à Marseille-Saint-Charles et desservies par les TER Rhône-Alpes.

### Climat
Pour des articles plus généraux, voir Climat d'Auvergne-Rhône-Alpes et Climat du Rhône.
En 2010, le climat de la commune est de type climat océanique dégradé des plaines du Centre et du Nord, selon une étude du Centre national de la recherche scientifique s'appuyant sur une série de données couvrant la période 1971-2000. En 2020, Météo-France publie une typologie des climats de la France métropolitaine dans laquelle la commune est exposée à un climat de montagne ou de marges de montagne et est dans une zone de transition entre les régions climatiques « Bourgogne, vallée de la Saône » et « Nord-est du Massif Central ».
Pour la période 1971-2000, la température annuelle moyenne est de 10,9 °C, avec une amplitude thermique annuelle de 17,4 °C. Le cumul annuel moyen de précipitations est de 887 mm, avec 10,7 jours de précipitations en janvier et 7,7 jours en juillet. Pour la période 1991-2020, la température moyenne annuelle observée sur la station météorologique de Météo-France la plus proche, « Vauxrenard », sur la commune de Vauxrenard à 4 km à vol d'oiseau, est de 9,8 °C et le cumul annuel moyen de précipitations est de 1 003,5 mm,. Pour l'avenir, les paramètres climatiques de la commune estimés pour 2050 selon différents scénarios d'émission de gaz à effet de serre sont consultables sur un site dédié publié par Météo-France en novembre 2022.

## Urbanisme

### Typologie
Au 1er janvier 2024, Chiroubles est catégorisée commune rurale à habitat dispersé, selon la nouvelle grille communale de densité à sept niveaux définie par l'Insee en 2022.
Elle est située hors unité urbaine et hors attraction des villes,.

### Occupation des sols
L'occupation des sols de la commune, telle qu'elle ressort de la base de données européenne d’occupation biophysique des sols Corine Land Cover (CLC), est marquée par l'importance des territoires agricoles (82,5 % en 2018), une proportion sensiblement équivalente à celle de 1990 (82,8 %). La répartition détaillée en 2018 est la suivante : 
cultures permanentes (62,1 %), forêts (17,5 %), prairies (14,8 %), zones agricoles hétérogènes (5,6 %). L'évolution de l’occupation des sols de la commune et de ses infrastructures peut être observée sur les différentes représentations cartographiques du territoire : la carte de Cassini (XVIIIe siècle), la carte d'état-major (1820-1866) et les cartes ou photos aériennes de l'IGN pour la période actuelle (1950 à aujourd'hui).

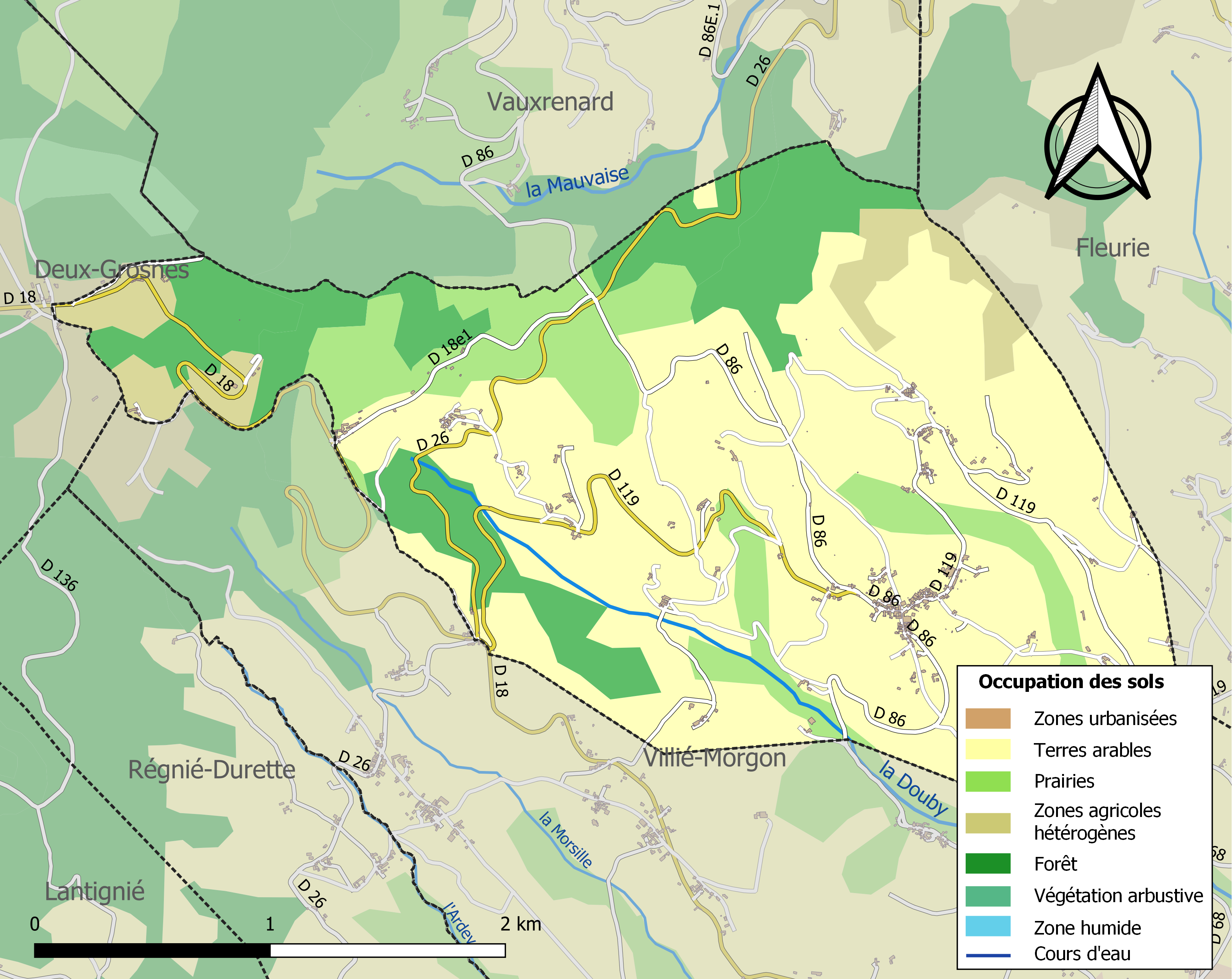
Carte des infrastructures et de l'occupation des sols de la commune en 2018 (CLC).

## Histoire
Aucune trace d'occupation n'est attestée pendant la période romaine, tant au niveau archéologique que bibliographique.
Chiroubles disposa durant toute la première moitié du XIXe siècle d'une station (ou poste télégraphique aérien) du télégraphe Chappe implantée sur la ligne Paris-Toulon, installation mise en service en 1807 et qui cessa de fonctionner en 1853, remplacée par la télégraphie électrique.

## Héraldique
| Blason de Chiroubles | Blason  | De gueules à la grappe de raisin tigée d'argent ; au chef cousu d’azur chargé de trois soleils non figurés à six rais d'or. |
| Blason de Chiroubles | Détails | Le statut officiel du blason reste à déterminer.                                                                            |

## Politique et administration

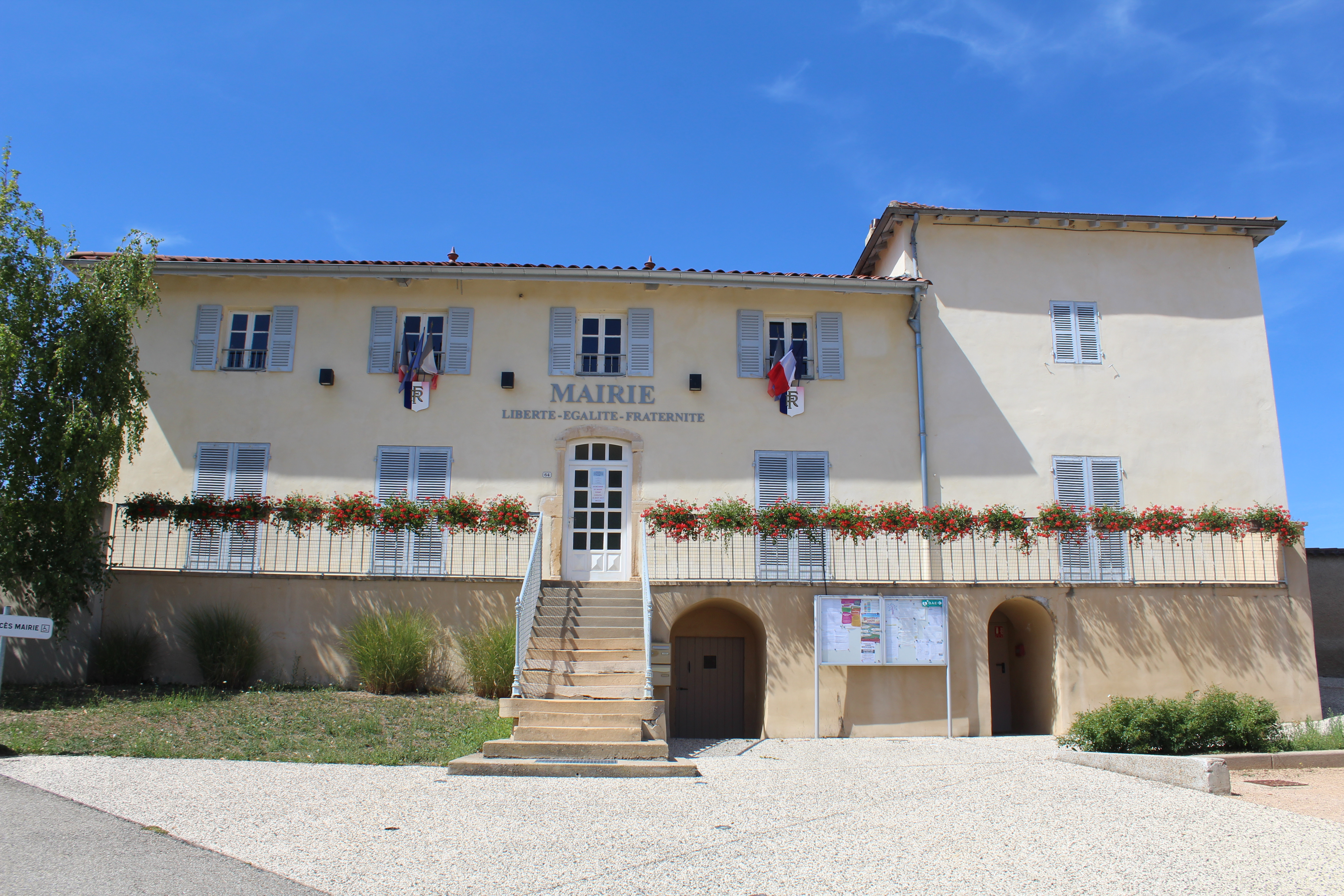
Mairie de Chiroubles.

### Administration municipale
| Période                                  | Période       | Identité                | Étiquette | Qualité                                                                                              |
| ---------------------------------------- | ------------- | ----------------------- | --------- | --- |
| 1790                                     | 1792          | Jean Depardon           |           | |
| 1792                                     | 1795          | Claude Ducote           |           | |
| 1795                                     | 1796          | Jean Depardon           |           | |
| 1796                                     | 1799          | Jean Durand             |           | |
| 1799                                     | 1803          | Philippe Daigueperse    |           | |
| 1803                                     | 1804          | Benoît Joseph Teillard  |           | |
| 1804                                     | 1812          | Jean Depardon           |           | |
| 1812                                     | 1833          | Joseph Pulliat          |           | |
| 1833                                     | 1837          | Bernard Durand          |           | Tonnelier, adjoint de 1837 à 1843                                                                    |
| 1837                                     | 1843          | Pierre Lafitte          |           | Propriétaire, Capitaine en retraite                                                                  |
| 1843                                     | décembre 1855 | Jean-Pierre Marie Gonon |           | réélu en juillet 1855, Géomètre, adjoint de 1812 à 1833 (décédé le 27/02/1886 à 74 ans)              |
| décembre 1855                            | 1861          | Philibert Janson        |           | Ancien conseiller à la Cour                                                                          |
| 1861                                     | 1870          | Louis Felissent         |           | réélu en 1865,Propriétaire château de Raousset                                                       |
| 1870                                     | 1879          | Jean-Pierre Marie Gonon |           | réélu en janvier 1878 et mars 1878, Géomètre, adjoint de 1812 à 1833 (décédé le 27/02/1886 à 74 ans) |
| 1879                                     | 1890          | Jean-Claude Blain       |           | réélu en 1881 et 1888                                                                                |
| 1890                                     | 1912          | Louis P. Georges        |           | |
| 1912                                     | 1919          | Jean M. Lapierre        |           | |
| 1919                                     | 1923          | Félix Depardon          |           | adjoint de 1912 à 1919                                                                               |
| 1923                                     | 1933          | Jean-Pierre Dory        |           | réélu en 1925 et 1929                                                                                |
| 1933                                     | 1944          | Alexandre Plaforet      |           | |
| 1944                                     | 1952          | Jean Desmures           |           | |
| 1952                                     | 1971          | Charles Geoffroy        |           | |
| 1971                                     | 1983          | Paul Geoffroy           | PS        | Suppléant du député André Poutissou                                                                  |
| 1983                                     | 1995          | Jean Lapierre           | PS        | |
| 1995                                     | 2002          | Georges Marchand        |           | |
| 2002                                     | 2014          | Sylvie Morin            |           | |
| 2014                                     | 2020          | Bernard Brunet          | PCF       | Viticulteur                                                                                          |
| 2020                                     | oct 2023      | Frédéric Besème         |           | |
| déc 2023                                 | En cours      | Franck Brunel           |           | Viticulteur                                                                                          |
| Les données manquantes sont à compléter. |               |                         |           | |

### Intercommunalité
La commune fait partie de la communauté de communes Saône Beaujolais.

## Population et société

### Démographie

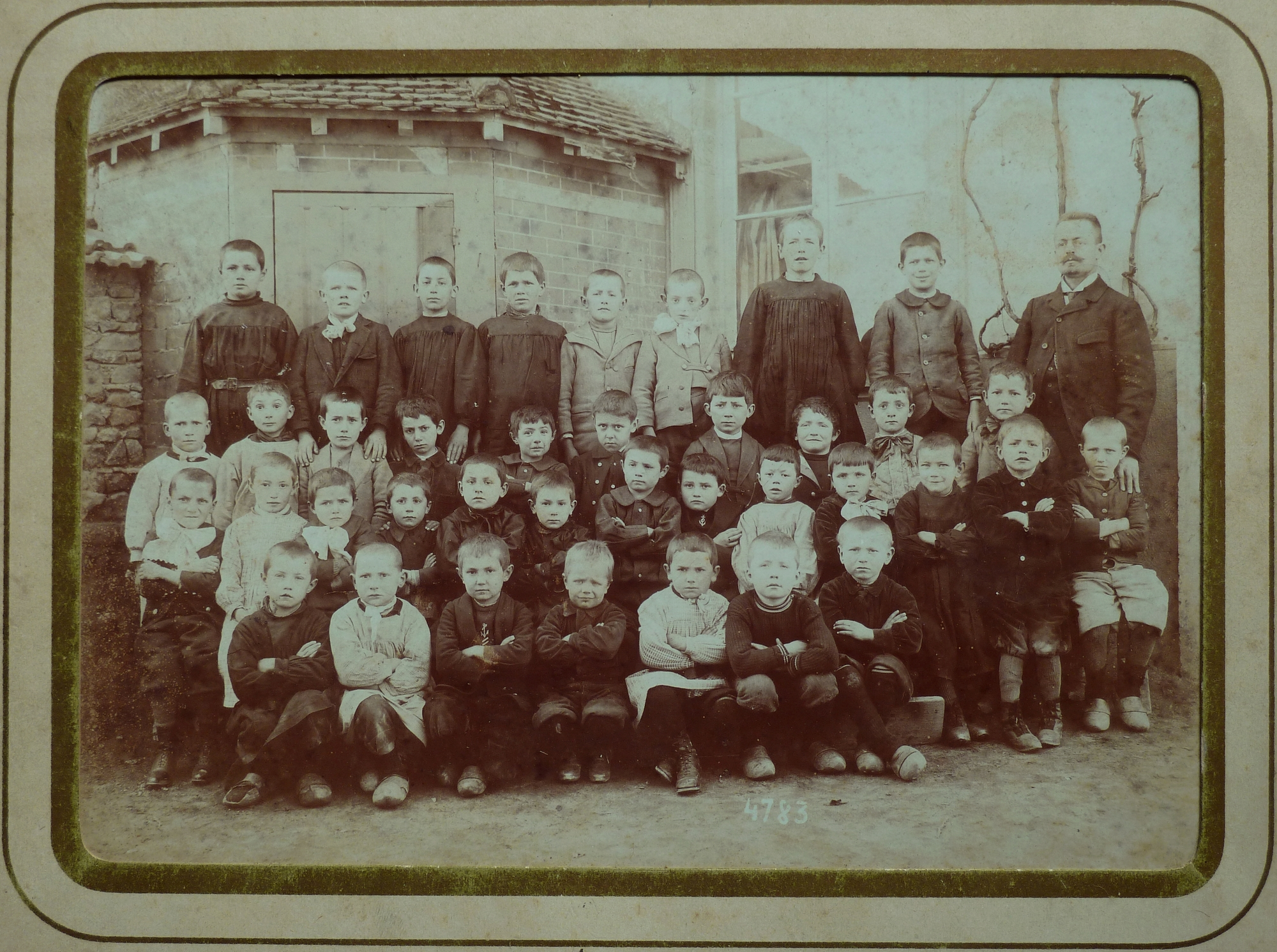
L'école de garçons de Chiroubles en 1904.

L'évolution du nombre d'habitants est connue à travers les recensements de la population effectués dans la commune depuis 1793. Pour les communes de moins de 10 000 habitants, une enquête de recensement portant sur toute la population est réalisée tous les cinq ans, les populations de référence des années intermédiaires étant quant à elles estimées par interpolation ou extrapolation. Pour la commune, le premier recensement exhaustif entrant dans le cadre du nouveau dispositif a été réalisé en 2007.

En 2022, la commune comptait 416 habitants, en évolution de +3,74 % par rapport à 2016 (Rhône : +3,93 %, France hors Mayotte : +2,11 %).
| 1793 | 1800 | 1806 | 1821 | 1831 | 1836 | 1841 | 1846 | 1851 |
| ---- | ---- | ---- | ---- | ---- | ---- | ---- | ---- | ---- |
| 532  | 412  | 591  | 529  | 603  | 609  | 700  | 702  | 727  |

| 1856 | 1861 | 1866 | 1872 | 1876 | 1881 | 1886 | 1891 | 1896 |
| ---- | ---- | ---- | ---- | ---- | ---- | ---- | ---- | ---- |
| 708  | 679  | 690  | 690  | 747  | 720  | 756  | 715  | 708  |

| 1901 | 1906 | 1911 | 1921 | 1926 | 1931 | 1936 | 1946 | 1954 |
| ---- | ---- | ---- | ---- | ---- | ---- | ---- | ---- | ---- |
| 653  | 667  | 606  | 530  | 542  | 513  | 522  | 483  | 401  |

| 1962 | 1968 | 1975 | 1982 | 1990 | 1999 | 2006 | 2007 | 2012 |
| ---- | ---- | ---- | ---- | ---- | ---- | ---- | ---- | ---- |
| 389  | 415  | 409  | 369  | 379  | 349  | 354  | 354  | 411  |

| 2017 | 2022 | - | - | - | - | - | - | - |
| ---- | ---- | - | - | - | - | - | - | - |
| 391  | 416  | - | - | - | - | - | - | - |

### Enseignement
Le groupe scolaire de Chiroubles, construit en 1954, accueille les enfants de la maternelle et de l'école élémentaire.

### Manifestations culturelles et festivités
- À la mi-février a lieu la traditionnelle fête des conscrits.
- Si la « Fête des Crus »[18], une manifestation annuelle initiée et localisée à Chiroubles de 1980 jusqu’en 2000 avant de se dérouler ensuite à tour de rôle dans les autres Crus jusqu’à une dernière édition en 2017, le concours Victor-Pulliat, qui lui était jumelé perdure. Ce concours vise à désigner les meilleures cuvées du millésime, dans chacun des 10 Crus du Beaujolais[19].
- Depuis 2006, les mercredis soir de juillet et d’août, ont lieu à la Terrasse de Chiroubles « les Estivales », une animation avec des concerts gratuits. Le site a été aménagé (parking, gradins en gabions) pour accueillir jusqu’à 1 000 personnes par soirée[20].

### Cadre de vie
Le site de la Terrasse de Chiroubles offre un panorama exceptionnel sur les coteaux du Beaujolais, la vallée de la Saône et la chaîne des Alpes, notamment le Mont-Blanc. Le site comprend le chalet de dégustation du Cru Chiroubles, un restaurant panoramique, et le sentier de découverte des Crus du Beaujolais.

### Jumelage
La commune de Chiroubles est jumelée avec :  Marcourt (Belgique) en Wallonie depuis 1968.

## Lieux et monuments
- Église Saint-Germain érigée en 1838 avec un clocher en dôme à 8 pans - architecte Pierre Duret.
- Chapelle Saint-Roch érigée en 1629 après une épidémie de peste.

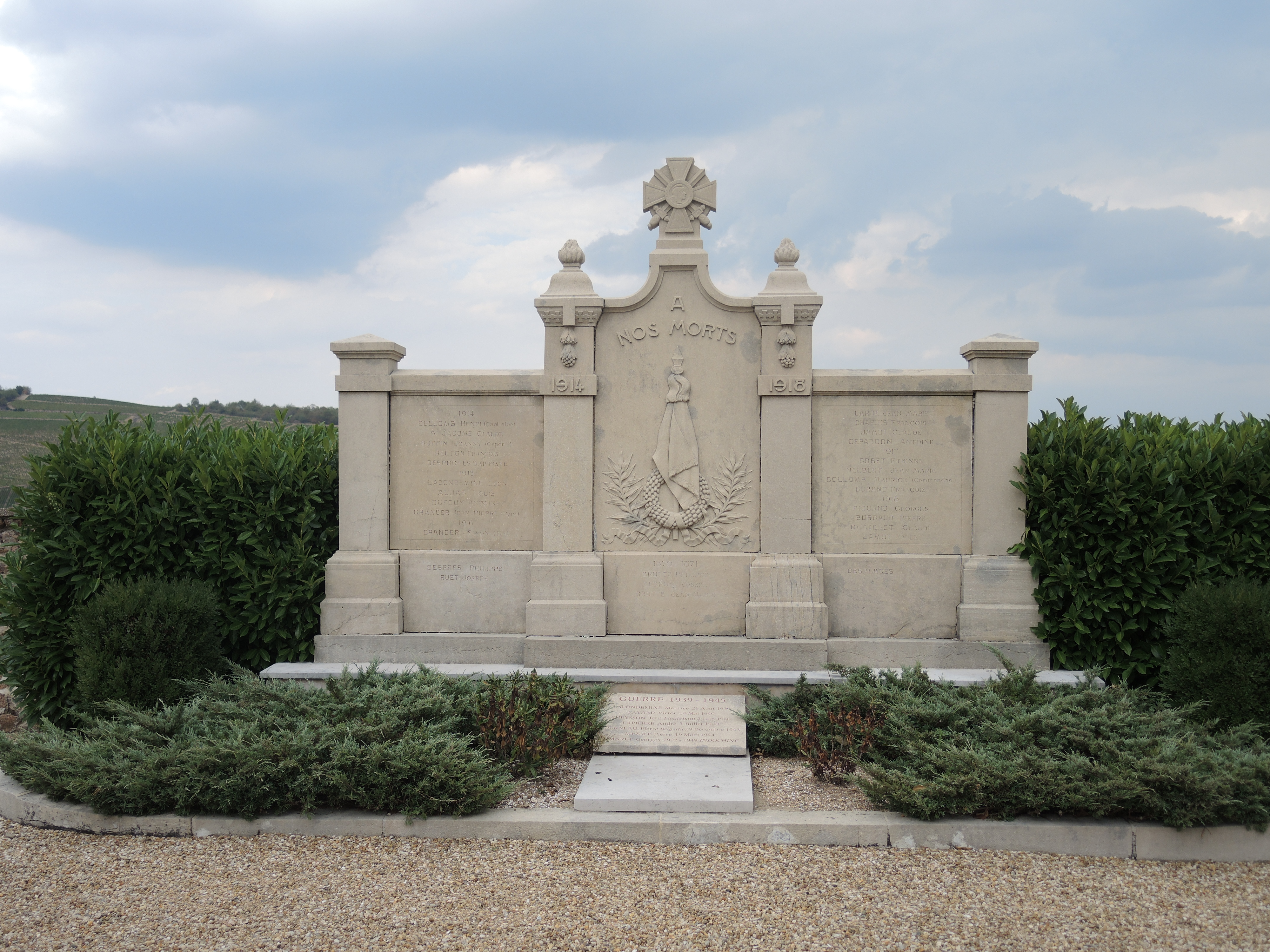
Monument aux morts, œuvre d'Hubert Paquelet, sculpteur à Pontanevaux (Saône-et-Loire),1927.

- Monument aux morts : Monument aux morts, œuvre d'Hubert Paquelet, sculpteur à Pontanevaux (Saône-et-Loire),1927. le monument aux morts de la Première Guerre mondiale est situé au cimetière ; c'est une stèle en triptyque, en calcaire à entroques, surmontée d'une croix de guerre sculptée[21].

Chiroubles compte deux châteaux :
- Château de Vers-les-Prés, construit vers 1850 par Léon Félissent, soyeux lyonnais,
- Château de Javernand datant de la fin du XVIIIe siècle.

## Personnalités liées à la commune
- Victor Pulliat (° le 27 avril 1827 à Chiroubles - † le 12 août 1896 à Chiroubles), ampélographe français. Il préconise et vulgarise le greffage sur porte-greffe américain pour lutter contre le phylloxera. Dans son domaine de Tempéré à Chiroubles il installa un conservatoire de mille variétés différentes de vignes issues du monde entier.

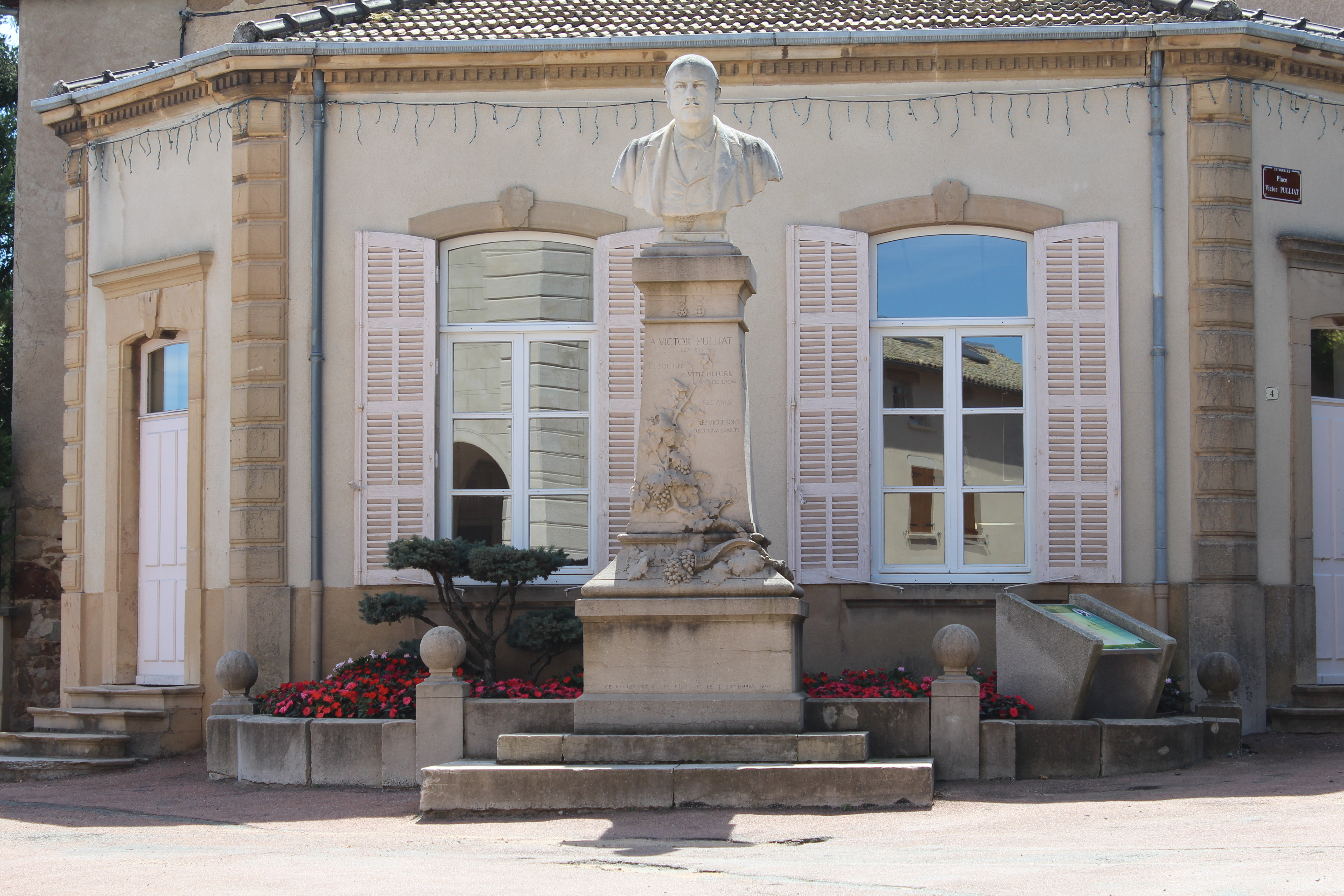
Monument Pulliat à Chiroubles inauguré en 1898, buste sculpté par Pierre Aubert.

- Émile Cheysson (° le 18 mai 1836 à Nimes - † le 7 février 1910) à Leysin (Suisse), ingénieur et réformateur social français. Il achète en 1870 un domaine viticole à Chiroubles qui porte aujourd'hui son nom (surface 26 ha), ancienne propriété des moines de Cluny avant 1789, et croit d'abord au pouvoir insecticide du sulfure de carbone comme moyen de lutte contre le phylloxera avant de reconnaître le bien-fondé du greffage.Plaque commémorative apposée près du portail de la Villa Cheysson (Les Farges) à Chiroubles .

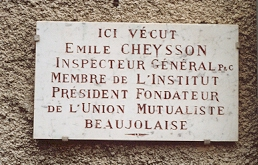
Plaque commémorative apposée près du portail de la Villa Cheysson (Les Farges) à Chiroubles.

## Économie
La commune produit des vins du Beaujolais de l'AOC Chiroubles.